# Oral Fixation Tour
Oral Fixation-Fijación Oral World Tour 2006/2007 is een concert tour die begon in juni 2006 naar aanleiding van Shakira's albums Fijación Oral, Vol. 1 en Oral Fixation, Vol. 2 uit 2005. Tijdens deze tour speelt Shakira nieuwe en oude nummers.

## Shakira in Nederland
Op 3 februari 2007 zou Shakira optreden in GelreDome dat in Arnhem ligt. Dit concert zou haar grootste concert in Europa tot nu toe zijn. 30.000 fans waren aanwezig om 19.30 uur, toen haar management aankondigde dat het concert die avond niet meer zou gaan plaatsvinden. De reden hiervoor was een zware keelontsteking en hoge koorts waar de zangeres mee kampte. 
Wel werd direct een nieuwe datum bekendgemaakt: Shakira kwam op zaterdag 17 maart terug naar GelreDome om het concert alsnog te geven.

## Setlist
- Estoy Aquí
- Te Dejo Madrid
- Don't Bother
- Antología 8
- Illegal 7
- Hey You 1
- Animal City 2
- Inevitable
- Si Te Vas 3
- Obtener Un Sí 9
- La Tortura
- No 3
- Suerte / Whenever, Wherever 4
- La Pared
- Underneath Your Clothes 5
- Día de Enero 6
- Pies Descalzos, Sueños Blancos
- Ciega, Sordomuda
- Inevitable 10

Toegift:
- Ojos Así
- Hips Don't Lie

1 Niet uitgevoerd in sommige concerten in Latijns-Amerika.
2 Alleen in Kroatië uitgevoerd.
3 Niet uitgevoerd in Kroatië.
4 Hangt af van de stad, de Engelse of Spaanse versie van het nummer is uitgevoerd.
5 Niet uitgevoerd in Spanje en Latijns-Amerika.
6 Alleen in Spanje uitgevoerd (behalve Zaragoza), Rusland en Latijns-Amerika.
7 Alleen in Europa uitgevoerd.
8 Niet uitgevoerd in Europa.
9 Niet uitgevoerd in Berlijn.
10 Alleen uitgevoerd in Latijns-Amerika.

## Tourdatums
| Europa I          |                        |                              |                                  |
| Datum             | Stad                   | Land                         | Ontmoetingsplaats                |
| 14 juni 2006      | Zaragoza               | Spanje                       | Feria De Muestras                |
| 16 juni 2006      | A Coruña               | Spanje                       | El Coliseo                       |
| 18 juni 2006      | Gijón                  | Spanje                       | Hipódromo de Las Mestas          |
| 20 juni 2006      | León                   | Spanje                       | Campo de Fútbol Antonio Amilivia |
| 22 juni 2006      | Madrid                 | Spanje                       | Plaza de Toros de Las Ventas     |
| 23 juni 2006      | Madrid                 | Spanje                       | Plaza de Toros de Las Ventas     |
| 25 juni 2006      | Pamplona               | Spanje                       | Plaza de Toros de Pamplona       |
| 28 juni 2006      | Barcelona              | Spanje                       | Palau Sant Jordi                 |
| 30 juni 2006      | Málaga                 | Spanje                       | Estadio de La Rosaleda           |
| 1 juli 2006       | Elx                    | Spanje                       | Estadio Manuel Martínez Valero   |
| 3 juli 2006       | Gran Canaria           | Spanje                       | Estadio de Gran Canaria          |
| 5 juli 2006       | Santa Cruz de Tenerife | Spanje                       | Heliodoro Rodríguez López        |
| 7 juli 2006       | Berlijn                | Duitsland                    | WK 2006                          |
| 14 juli 2006      | Velika Gorica          | Kroatië                      | Gradski Stadium                  |
| 17 juli 2006      | Timișoara              | Roemenië                     | Dan Păltinișanustadion           |
| 20 juli 2006      | Athene                 | Griekenland                  | OAKA Olympic Stadium             |
| 22 juli 2006      | Moskou                 | Rusland                      | Red Square                       |
| Noord-Amerika I   |                        |                              |                                  |
| Datum             | Stad                   | Land                         | Ontmoetingsplaats                |
| 9 augustus 2006   | El Paso                | Verenigde Staten             | Don Haskins Center               |
| 11 augustus 2006  | Phoenix                | Verenigde Staten             | US Airways Center                |
| 12 augustus 2006  | Las Vegas              | Verenigde Staten             | Mandalay Bay                     |
| 15 augustus 2006  | Los Angeles            | Verenigde Staten             | Staples Center                   |
| 16 augustus 2006  | San Diego              | Verenigde Staten             | iPayOne Center                   |
| 18 augustus 2006  | Anaheim                | Verenigde Staten             | Arrowhead Pond                   |
| 19 augustus 2006  | San José               | Verenigde Staten             | HP Pavilion                      |
| 21 augustus 2006  | San José               | Verenigde Staten             | HP Pavilion                      |
| 25 augustus 2006  | Chicago                | Verenigde Staten             | United Center                    |
| 27 augustus 2006  | Toronto                | Canada                       | Air Canada Centre                |
| 29 augustus 2006  | Washington D.C.        | Verenigde Staten             | Verizon Center                   |
| 1 september 2006  | Atlantic City          | Verenigde Staten             | Mark G. Etess Arena              |
| 2 september 2006  | Atlantic City          | Verenigde Staten             | Mark G. Etess Arena              |
| 4 september 2006  | Uncasville             | Verenigde Staten             | Mohegan Sun Arena                |
| 5 september 2006  | Boston                 | Verenigde Staten             | TD Banknorth Garden              |
| 7 september 2006  | New York               | Verenigde Staten             | Madison Square Garden            |
| 8 september 2006  | New York               | Verenigde Staten             | Madison Square Garden            |
| 12 september 2006 | Atlanta                | Verenigde Staten             | Philips Arena                    |
| 13 september 2006 | Orlando                | Verenigde Staten             | TD Waterhouse Centre             |
| 15 september 2006 | Miami                  | Verenigde Staten             | American Airlines Arena          |
| 16 september 2006 | Miami                  | Verenigde Staten             | American Airlines Arena          |
| 19 september 2006 | Houston                | Verenigde Staten             | Toyota Center                    |
| 20 september 2006 | Corpus Christi         | Verenigde Staten             | American Bank Center             |
| 22 september 2006 | San Antonio            | Verenigde Staten             | AT&T Center                      |
| 23 september 2006 | Dallas                 | Verenigde Staten             | American Airlines Center         |
| 25 september 2006 | McAllen                | Verenigde Staten             | Dodge Arena                      |
| 26 september 2006 | McAllen                | Verenigde Staten             | Dodge Arena                      |
| 30 september 2006 | Mexico-Stad            | Mexico                       | Palacio de los Deportes          |
| 1 oktober 2006    | Mexico-Stad            | Mexico                       | Palacio de los Deportes          |
| 3 oktober 2006    | Mexico-Stad            | Mexico                       | Palacio de los Deportes          |
| 4 oktober 2006    | Mexico-Stad            | Mexico                       | Palacio de los Deportes          |
| 7 oktober 2006    | Mexico-Stad            | Mexico                       | Palacio de los Deportes          |
| 8 oktober 2006    | Mexico-Stad            | Mexico                       | Palacio de los Deportes          |
| 10 oktober 2006   | Mexico-Stad            | Mexico                       | Palacio de los Deportes          |
| 11 oktober 2006   | Mexico-Stad            | Mexico                       | Palacio de los Deportes          |
| 13 oktober 2006   | Monterrey              | Mexico                       | Estadio Universitario            |
| 15 oktober 2006   | Guadalajara            | Mexico                       | Arena V.F.G.                     |
| Midden-Amerika    |                        |                              |                                  |
| Datum             | Stad                   | Land                         | Ontmoetingsplaats                |
| 4 november 2006   | Guatemala-Stad         | Guatemala                    | Estadio Mateo Flores             |
| 6 november 2006   | San Salvador           | El Salvador                  | Estadio Gonzales                 |
| 9 november 2006   | Panama-Stad            | Panama                       | Figali Convention Center         |
| Zuid-Amerika      |                        |                              |                                  |
| Datum             | Stad                   | Land                         | Ontmoetingsplaats                |
| 11 november 2006  | Caracas                | Venezuela                    | Aeropuerto La Carlota            |
| 15 november 2006  | Barranquilla           | Colombia                     | Estadio Metropolitano            |
| 17 november 2006  | Bogota                 | Colombia                     | Parque Simón Bolivar             |
| 19 november 2006  | Cali                   | Colombia                     | Estadio Pascual Guerrero         |
| 21 november 2006  | Santiago               | Chili                        | Arena Santiago                   |
| 22 november 2006  | Santiago               | Chili                        | Estadio Nacional                 |
| 24 november 2006  | Buenos Aires           | Argentinië                   | Estadio Vélez Sársfield          |
| 25 november 2006  | Buenos Aires           | Argentinië                   | Estadio Vélez Sársfield          |
| 28 november 2006  | Lima                   | Peru                         | Jockey Club del Perú             |
| 30 november 2006  | Guayaquil              | Ecuador                      | Estadio Modelo                   |
| 2 december 2006   | Quito                  | Ecuador                      | Coliseo General Rumiñahui        |
| Noord-Amerika II  |                        |                              |                                  |
| Datum             | Stad                   | Land                         | Ontmoetingsplaats                |
| 6 december 2006   | Miami                  | Verenigde Staten             | American Airlines Arena          |
| 7 december 2006   | Miami                  | Verenigde Staten             | American Airlines Arena          |
| 9 december 2006   | Miami                  | Verenigde Staten             | American Airlines Arena          |
| De Caribbean      |                        |                              |                                  |
| Datum             | Stad                   | Land                         | Ontmoetingsplaats                |
| 13 december 2006  | San Juan               | Puerto Rico                  | José Miguel Agrelot Coliseum     |
| 15 december 2006  | San Juan               | Puerto Rico                  | José Miguel Agrelot Coliseum     |
| 16 december 2006  | San Juan               | Puerto Rico                  | José Miguel Agrelot Coliseum     |
| 19 december 2006  | Santo Domingo          | Dominicaanse Republiek       | Estadio Olímpico Félix Sánchez   |
| Europa II         |                        |                              |                                  |
| Datum             | Stad                   | Land                         | Ontmoetingsplaats                |
| 25 januari 2007   | Hamburg                | Duitsland                    | Color Line Arena                 |
| 26 januari 2007   | Berlijn                | Duitsland                    | Max-Schmeling-Halle              |
| 31 januari 2007   | Antwerpen              | België                       | Sportpaleis                      |
| 28 januari 2007   | Hannover               | Duitsland                    | TUI-Arena                        |
| 1 januari 2007    | Mannheim               | Duitsland                    | SAP Arena                        |
| 3 februari 2007   | Arnhem                 | Nederland                    | GelreDome                        |
| 5 februari 2007   | Oberhausen             | Duitsland                    | König-Pilsener-Arena             |
| 6 februari 2007   | Keulen                 | Duitsland                    | Kölnarena                        |
| 16 februari 2007  | Parijs                 | Frankrijk                    | Bercy Stadium                    |
| 18 februari 2007  | München                | Duitsland                    | Olympiahalle                     |
| 19 februari 2007  | München                | Duitsland                    | Olympiahalle                     |
| 21 februari 2007  | Zürich                 | Zwitserland                  | Hallenstadion                    |
| 22 februari 2007  | Zürich                 | Zwitserland                  | Hallenstadion                    |
| 25 februari 2007  | Stuttgart              | Duitsland                    | Schleyerhalle                    |
| 27 februari 2007  | Milaan                 | Italië                       | Datch Forum                      |
| 2 maart 2007      | Leipzig                | Duitsland                    | Arena                            |
| 3 maart 2007      | Praag                  | Tsjechië                     | Sazka Arena                      |
| 5 maart 2007      | Boedapest              | Hongarije                    | Papp László Budapest Sportaréna  |
| 6 maart 2007      | Wenen                  | Oostenrijk                   | Vienna City Hall                 |
| 9 maart 2007      | Aalborg                | Denemarken                   | Gigantium Arena                  |
| 11 maart 2007     | Oslo                   | Noorwegen                    | Oslo Spektrum                    |
| 12 maart 2007     | Stockholm              | Zweden                       | Globen                           |
| 14 maart 2007     | Helsinki               | Finland                      | Hartwall Arena                   |
| 17 maart 2007     | Arnhem                 | Nederland                    | GelreDome                        |
| 18 maart 2007     | Londen                 | Verenigd Koninkrijk          | Wembley Arena                    |
| Azië              |                        |                              |                                  |
| Datum             | Stad                   | Land                         | Ontmoetingsplaats                |
| 23 maart 2007     | Dubai                  | Verenigde Arabische Emiraten | Dubai Autodrome                  |